# I'm Not Satisfied
I'm Not Satisfied è un singolo del gruppo musicale britannico Fine Young Cannibals, pubblicato nel 1990 e tratto dall'album The Raw & the Cooked.